# Dasyhelea laeta
Dasyhelea laeta är en tvåvingeart som först beskrevs av Oskar Augustus Johannsen 1931.  Dasyhelea laeta ingår i släktet Dasyhelea och familjen svidknott. Inga underarter finns listade i Catalogue of Life.